# Karin Hardt
Karin Hardt, nata Karin Therese Meta Hardt (Altona, 28 aprile 1910 – Berlino Ovest, 5 marzo 1992), è stata un'attrice tedesca.
Girò, in sessant'anni di carriera, oltre un'ottantina di film tra cinema e tv.

## Biografia
Figlia di un commerciante, prese lezioni private di recitazione con Alex Otto, cominciando a lavorare in teatro. Nel 1931, fece il suo debutto cinematografico, diventando ben presto un'attrice molto popolare con la sua aria di bionda ragazza ingenua.

## Filmografia
- Un certo signor Grant (Ein gewisser Herr Gran), regia di Gerhard Lamprecht (1933)
- Zwischen Himmel und Erde, regia di Franz Seitz (1934)
- Die Umwege des schönen Karl, regia di Carl Froelich (1938)
- Der Mann, der nicht nein sagen kann, regia di Mario Camerini (1938)
- Tu mi appartieni (Dein Leben gehört mir), regia di Johannes Meyer (1939)
- Fasching, regia di Hans Schweikart (1939)
- Cuori in burrasca (Menschen vom Varieté), regia di Josef von Báky (1939)
- Ein Mann wie Maximilian, regia di Hans Deppe (1945)
- La città spietata (Town Without Pity), regia di Gottfried Reinhardt (1961)